# Sébastien Elma
Pour les articles homonymes, voir Elma.
Sébastien Elma, né le 8 mai 1989, est un coureur cycliste français.

## Biographie
En 2011, Sébastien Elma est médaillé d'argent du contre-la-montre individuel aux Jeux des îles de l'océan Indien, avec la sélection réunionnaise. L'année suivante, il remporte une étape du Tour de Maurice.
En 2014, il remporte notamment la treizième édition de l'Étoile de l'Océan Indien. Au Tour Cycliste Antenne Réunion, il remporte la quatrième étape et termine deuxième du classement général, derrière un autre coureur réunionnais : Jean-Denis Armand. 

## Palmarès
- 2011
  -  Médaillé d'argent du contre-la-montre aux Jeux des îles de l'océan Indien
- 2012
  - Grand Prix Adamelec[5]
  - 5e étape du Tour de Maurice
  - Grand Prix du VCSD
- 2014
  - Étoile de l'Océan Indien
  - 4e étape du Tour Cycliste Antenne Réunion
  - 2e du Tour Cycliste Antenne Réunion
- 2018
  - 5e étape du Tour Cycliste Antenne Réunion
- 2019
  -  Médaillé d'or de la course en ligne aux Jeux des îles de l'océan Indien[6]
  - Champion de La Réunion du contre-la-montre[7]
  - 3e étape de l'Étoile de l'Océan Indien (contre-la-montre)
  - Prologue du Tour Cycliste Antenne Réunion[8],[9]
  -  Médaillé d'argent du contre-la-montre par équipes aux Jeux des îles de l'océan Indien
- 2021
  - Prologue du Tour Cycliste Antenne Réunion
- 2022
  - 2e de l'Étoile de l'Océan Indien
- 2023
  -  Médaillé de bronze du contre-la-montre par équipes aux Jeux des îles de l'océan Indien
  -  Médaillé de bronze du contre-la-montre aux Jeux des îles de l'océan Indien